# In-Grid
 Der er for få eller ingen kildehenvisninger i denne artikel, hvilket er et problem. Du kan hjælpe ved at angive troværdige kilder til de påstande, som fremføres i artiklen.

Ingrid Alberini (født 11. september 1973 i Guastalla), bedre kendt som In-Grid, er en sangerinde fra Italien.

## Biografi
In-Grid (hvis forældre opkaldt hende efter Ingrid Bergman) begyndte at synge i sit hjemland Norditalien. I 1994 vandt hun den regionale konkurrence "The Voice of San Remo". I 2002 inviterede pladeproducenter Larry Pignagnoli og Marco Soncini hende til at synge på et par ideer, de arbejdede på i studiet. Hun lagde vokal af "Tu es Foutu" på én gang. Banen nåede Top 10 i Spanien, Tyskland og Australien, og tilbragte 39 uger i den tyske salgslisterne. Det indre nåede guld status i mange europæiske lande, blandt andre. Grækenland, Sverige og Australien.
I Danmark nåede Tu Es Foutu de 2 pladser på hitlisterne og blev der i 22 uger. Han var en meget populær sang og diskotek radio.
Den anden single, In-Tango, har fået en sådan popularitet som debuten, nåede Top 10 i Danmark, Grækenland, Polen og top 40 i Tyskland.
Singer debutalbum Rendez-Vous så dagslys i april 2003 og nåede TOP 50 bedst sælgende album i Europa og nåede platin status fem gange platin i Rusland og i Polen og Mexico.
Det andet album, La Vie En Rose, kom for dagens lys i august 2004 og blev kun udgivet på polsk område, hvor det gik guld.
Deres tredje album, Voila!, Blev udgivet i efteråret 2005 og nåede platin status i Rusland.
Sangerinden har en ph.d. i filosofi og psykologi

## Diskografi
- Rendez-vous (2003)
- La Vie En Rose (2004)
- Voila! (2005)
- Passion (2010)
- Lounge Musique (2011)
- J'Adore by Rouge (Marco Lo Russo & SCM) feat In-Grid